# Partido de Democracia Social
El Partido de Democracia Social es fundà a Barcelona l'any 1930 com un partit polític amb la missió d'impulsar la realització de l’ideari republicà. Fou encapçalat per Federico Albadalejo Bravo. Finalment, el juny de 1931, el partit s’uní al Partido Republicano Radical.